# Michelau
Michelau é um município da Alemanha, no distrito de Lichtenfels, na região administrativa da Alta Francónia, estado de Baviera.
|  |  |  |